# 후루사와촌 (도야마현)
후루사와촌(古沢村)은 도야마현 네이군에 있던 촌이다.

## 역사
- 1889년 4월 1일 - 정촌제 시행에 의해 네이군 후루사와촌이 성립하였다.
- 1940년 5월 1일 - 니시쿠레하촌과 합병해, 네이군 구레하촌이 성립하였다.

## 참고문헌
- 『市町村名変遷辞典』東京堂出版、1990年。